# کاغذ سفید (فیلم ۱۹۷۴)
کاغذ سفید (به هندی: Kora Kagaz) و (به انگلیسی: Blank Paper) فیلمی هندی محصول سال ۱۹۷۴ و به کارگردانی آنیل گانگولی است. در این فیلم بازیگرانی همچون ویجی آناند، جایا باچان، ای. کی. هانگال، آچالا ساچدف و دون ورما ایفای نقش کرده‌اند.